# حقوق قراردادها در فقه امامیه
حقوق قراردادها در فقه امامیه کتابی از جلیل قنواتی، سیدحسن وحدتی، ابراهیم عبدی پور فرد، سید مصطفی محقق داماد است که در سال ۱۳۸۹ منتشر و در مراسم کتاب سال جمهوری اسلامی ایران به‌عنوان کتاب برگزیده معرفی شد.